# Ruellia cupheoides
Ruellia cupheoides är en akantusväxtart som beskrevs av Merritt Lyndon Fernald. Ruellia cupheoides ingår i släktet Ruellia och familjen akantusväxter. Inga underarter finns listade i Catalogue of Life.